# وليو
وليو هي قرية في مقاطعة سردشت، إيران. يقدر عدد سكانها بـ 177 نسمة بحسب إحصاء 2016.